# Chayanne
Elmer Figueroa Arce (* 28. června 1968, San Lorenzo, Portoriko), známý pod uměleckým jménem Chayanne, je portorický latin popový zpěvák. Jeho kariéra začala v deseti letech, kdy se stal členem chlapecké vokálové skupiny Los Chicos.
Za svou kariéru vydal celkem 15 sólových studiových alb, nejnovější patnácté nese název En Todo Estaré. Předchozí, 14. sólové album, se jmenuje No Hay Imposibles, vydáno bylo v 23. února 2010. Žije v Miami Beach na Floridě, je ženatý s Marilisou Maronesse, mají spolu dvě děti – Lorenzo Valentino (* 1997) a Isadora Sofía (* 2000).

## Diskografie
- 2012: A Solas Con Chayanne
- 1984: Es mi nombre
- 1986: Sangre Latina
- 1987: Chayanne
- 1988: Chayanne II
- 1990: Tiempo de Vals
- 1992: Provócame
- 1994: Influencias
- 1996: Volver a Nacer
- 1998: Atado a Tu Amor
- 2000: Simplemente
- 2002: Grandes éxitos
- 2003: Sincero
- 2005: Desde Siempre
- 2005: Cautivo
- 2007: Mi tiempo
- 2008: Vivo
- 2010: No hay imposibles
- 2014: En Todo Estaré